# Eric Lionel Mascall
Eric Lionel Mascall (ur. 12 grudnia 1905, zm. 14 lutego 1993) – brytyjski i filozof i teolog, duchowny anglikański, reprezentant tomizmu. Przez wiele lat wykładał filozofię religii na uniwersytecie w Oksfordzie. Zajmował się m.in. antropologią chrześcijańską i teologią naturalną.

## Wybrane publikacje wydane w języku polskim
- Ten który jest, 1958;
- Istnienie i analogia, 1961;
- Chrześcijańska koncepcja człowieka, 1962;
- Teologia chrześcijańska a nauki przyrodnicze, 1964;
- Sekularyzacja chrześcijaństwa, 1970;
- Teologia a przyszłość, 1979;
- Otwartość bytu, 1988;